# Lo Bèç
Lo Bèç (en francès Le Bez) és un municipi francès situat al departament del Tarn i a la regió d'Occitània.

## Demografia
| 1831                                       | 1962 | 1968 | 1975 | 1982 | 1990 | 1999 | 2007 | 2016 |
| ------------------------------------------ | ---- | ---- | ---- | ---- | ---- | ---- | ---- | ---- |
| 2.039                                      | 643  | 602  | 606  | 612  | 654  | 716  | 791  | 838  |
| Des de 1962: població sense dobles comptes |      |      |      |      |      |      |      |      |

## Administració
| Període     | Identitat        | Partit |
| ----------- | ---------------- | ------ |
| 2001-2014 ? | Yves Palaysi     |        |
| 2014 ?-2020 | Gérard Grand     |        |
| 2020-       | Christine Bernot |        |